# Horst-Arno Fenski
Horst-Arno Fenski (3 de Novembro de 1918 - 10 de Fevereiro de 1965) foi um comandante de U-Boot que serviu na Kriegsmarine durante a Segunda Guerra Mundial.